# Cumella glaberata
Cumella glaberata är en kräftdjursart som beskrevs av Gamo 1962. Cumella glaberata ingår i släktet Cumella och familjen Nannastacidae. Inga underarter finns listade i Catalogue of Life.